# Фолклендская война
Фолкле́ндская война (англ. Falklands War, также Мальви́нская война, исп. Guerra de las Malvinas; 2 апреля — 14 июня 1982) — война между Аргентиной и Великобританией за две британские заморские территории в Южной Атлантике: Фолклендские острова, а также Южную Георгию и Южные Сандвичевы Острова. Она началась 2 апреля 1982 года с вторжения и захвата Аргентиной Фолклендских островов (Южной Георгии и Южных Сандвичевых Островов на следующий день) в попытке установить суверенитет, на который она претендовала. 5 апреля правительство Великобритании отправило военно-морское оперативное соединение для атаки ВМС и ВВС Аргентины перед высадкой морского десанта на территории островов. Конфликт завершился поражением Аргентины. В общей сложности во время боевых действий погибло 649 аргентинских и 255 британских военнослужащих, а также трое жителей Фолклендских островов.
Ни одно из государств официально не объявляло войну, хотя правительства как Великобритании, так и Аргентины утверждали, что острова являются зоной военных действий, и официально признавали, что состояние войны и боевые действия между государствами почти исключительно ограничивались территориями, ставшими предметом спора, и районом Южной Атлантики, в которой они расположены.

## Причины конфликта

Схема боевых действий на суше

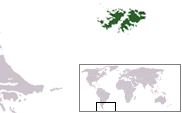
Местоположение Фолклендских (Мальвинских) островов

Фолклендские острова были открыты дважды: в 1690 году английскими мореплавателями и в 1694 году французскими (последние назвали их Мальвинами, в честь родного города Сан-Мало). С начала XIX века (после получения независимости) Аргентина считала эти острова своими. Захват Мальвинских островов Великобританией в 1833 году вызвал недовольство среди населения Аргентины.
Конфликт являлся наиболее значимым эпизодом в длительной конфронтации по поводу территориальной суверенности. Аргентина заявляла (и продолжает в настоящее время), что имеет право на владение островами, и поэтому аргентинское правительство характеризовало свои военные действия как возврат собственной территории. Правительство Великобритании рассматривало боевые действия как вторжение на территорию, с 1841 года являвшуюся коронной колонией. Жители Фолклендских островов, населявшие их с начала XIX века, преимущественно являются потомками британских поселенцев и поддерживают британский суверенитет.
Пришедший к власти в конце 1981 года генерал-лейтенант аргентинской армии Леопольдо Гальтиери решил укрепить свою популярность проведением победоносной войны. Он планировал использовать превосходство Аргентины в воздухе с учётом отсутствия к тому моменту тяжёлых авианосцев у Великобритании.

## Начало конфликта
19 марта 1982 года на необитаемом острове Южная Георгия, управляющемся из столицы Фолклендов Порт-Стэнли и находящемся в 800 милях от архипелага, высадилось несколько десятков аргентинских рабочих под предлогом того, что им необходимо разобрать старую китобойную станцию. Они подняли на острове аргентинский флаг.
Английские солдаты попытались выдворить аргентинцев, но на помощь рабочим пришли войска.
2 апреля 1982 года аргентинский десант высадился на островах и после короткого боя вынудил капитулировать находившийся там небольшой гарнизон британских морских пехотинцев. После этого в Южную Атлантику немедленно было отправлено крупное британское военно-морское соединение с целью возврата островов.
3 апреля Совет Безопасности ООН принял резолюцию 502, в которой потребовал вывести аргентинские силы с островов. Резолюция получила 10 голосов «за» и 1 голос «против» (Панама), 4 страны воздержались (включая СССР и Китай, постоянных членов совбеза, обладающих правом вето).
7 апреля 1982 года министр обороны Великобритании объявила об установлении с 12 апреля 1982 года блокады Фолклендских островов и установлении вокруг островов 200-мильной зоны, при нахождении в пределах которой корабли ВМС и торгового флота Аргентины будут потоплены. В ответ правительство Аргентины ввело запрет на осуществление платежей английским банкам.
После введения британцами блокады островов подводными лодками возникли значительные трудности со снабжением гарнизона. Единственная бетонированная взлётно-посадочная полоса на Фолклендах была слишком короткой для реактивных боевых самолётов. Поэтому основная часть аргентинской авиации на протяжении войны была вынуждена действовать с континентальных авиабаз.
Британцы также столкнулись со значительными трудностями в ходе кампании. Важную роль при её проведении сыграла американская военная база на острове Вознесения в центральной части Атлантического океана, предоставленная британской авиации для базирования. Единственными боевыми самолётами, пригодными для использования с двух британских авианосцев «Гермес» и «Инвинсибл», были 28 палубных истребителей-бомбардировщиков «Си Харриер» и 13 штурмовиков «Харриер». Они должны были играть роль перехватчиков и истребителей-бомбардировщиков, обеспечивая авиационную поддержку в ходе десантной операции. С обеих сторон применялись также боевые вертолёты.
25 апреля британские силы высадились на острове Южная Георгия. Аргентинский гарнизон капитулировал, не оказав никакого сопротивления. Во время операции ракетой AS-12 с британского вертолёта «Уосп» была повреждена аргентинская подводная лодка Santa Fe, которую пришлось впоследствии затопить.

## Воздушно-морская фаза

### Начало боевых действий
Основные боевые действия в районе Фолклендов начались 1 мая 1982 года, когда британская стратегическая и корабельная авиация подвергла бомбардировке аргентинские позиции в районе Порт-Стэнли, а аргентинская авиация впервые попыталась атаковать флот противника.
2 мая британская атомная подводная лодка потопила аргентинский крейсер «Генерал Бельграно», в результате чего погибло 323 человека, это примерно половина всех погибших со стороны Аргентины в войне. Это была самая большая потеря Аргентины за всю войну. После этого аргентинский военно-морской флот получил приказ вернуться в свои базы и до окончания боевых действий более никак не проявил себя. По утверждениям аргентинской прессы, подводная лодка «Сан-Луис» продолжала действовать до 11 мая, но ни одной успешной атаки не произвела, и даже ни одного пуска торпеды англичанами обнаружено не было.
В этих условиях аргентинское командование было вынуждено сделать ставку на авиацию, надеясь, что потеря крупных боевых кораблей и человеческих жизней заставит Великобританию отказаться от своих намерений. Штурмовики A-4 «Скайхок» с истребителями-бомбардировщиками «Даггер» и «Мираж IIIE» периодически атаковали британский флот, используя обычные свободнопадающие бомбы. В ходе бомбардировок было установлено, что более половины используемых аргентинской стороной авиабомб, попавших в английские корабли, не разорвались (по данным «The Washington Post», в ходе конфликта аргентинские ВВС применяли авиабомбы, изготовленные в США «около 30 лет назад» и поставленные Аргентине за несколько лет до конфликта). Причиной было то, что взрыватели не были рассчитаны на бомбометание с малой высоты (в начале 1950-х годов самолётам ещё не требовалось действовать на малых высотах для противодействия ЗРК). Впоследствии аргентинцы исправили этот недочёт, но слишком поздно.
Главная надежда аргентинцев была возложена на штурмовики «Супер Этандар» с новейшими противокорабельными ракетами «Экзосет» французского производства. 4 мая такой ракетой был тяжело повреждён новейший эсминец «Шеффилд» (впоследствии затонул), что стало серьёзным потрясением для британской общественности. Однако у аргентинцев было всего пять ракет «Экзосет» в варианте воздушного базирования. Следует упомянуть об утверждениях о повреждении бомбами авианосца «Инвинсибл» одним из «Супер Этандаров», что дало основание аргентинским газетам с небывалой помпой возвестить о его гибели (хотя даже его повреждение не подтверждает ни один независимый источник).

### Затишье

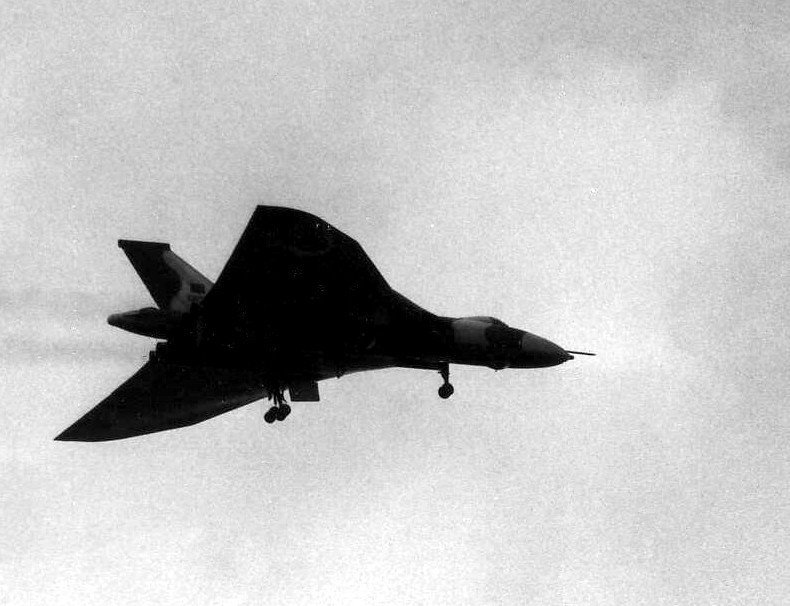
Бомбардировщик «Вулкан» возвращается из боевого вылета. 18 мая 1982 года

После 4 мая в боевых действиях наступил двухнедельный перерыв, хотя имели место отдельные стычки на море и в воздухе. Ночью 15 мая подразделение британского спецназа SAS атаковало аргентинский аэродром на острове Пеббл и уничтожило 11 самолётов.
В этот же период англичане были вынуждены искать морские мины на путях предстоящего следования десантной группы с помощью посылки «наименее ценного» фрегата «Алакрити», который рисковал быть взорванным (подготовка минных тральщиков была закончена лишь 27 мая). Однако мин обнаружено не было. Сдвиг сроков высадки был чреват высокими рисками из-за ухудшения погоды в зимний период. Выполняя это задание, «Алакрити» наткнулся на аргентинский транспорт «Isla de los Estados», перевозивший топливо для аргентинских сил, и потопил его.
Одновременно продолжались переговоры о возможном урегулировании конфликта при посредничестве ООН. В ответ на экономические санкции со стороны нескольких западноевропейских государств, правительство Аргентины приняло декрет о запрете с 01.07.1982 на полёты в страну авиакомпаний тех стран, правительства которых приняли антиаргентинские экономические санкции: западногерманской «Люфтганзы», французской «Эр-Франс», голландской КЛМ, скандинавской САС, а также английской авиакомпании «Бритиш Каледониан».
К началу 20-х чисел мая 3-я бригада специального назначения Королевской морской пехоты (3-я бригада СпН КМП) Великобритании уже готовилась к высадке на Фолклендах, а в пути к островам находилась 5-я воздушно-десантная бригада (5 Airborne Brigade).

## Сухопутная фаза

### Сан-Карлос и Гус-Грин

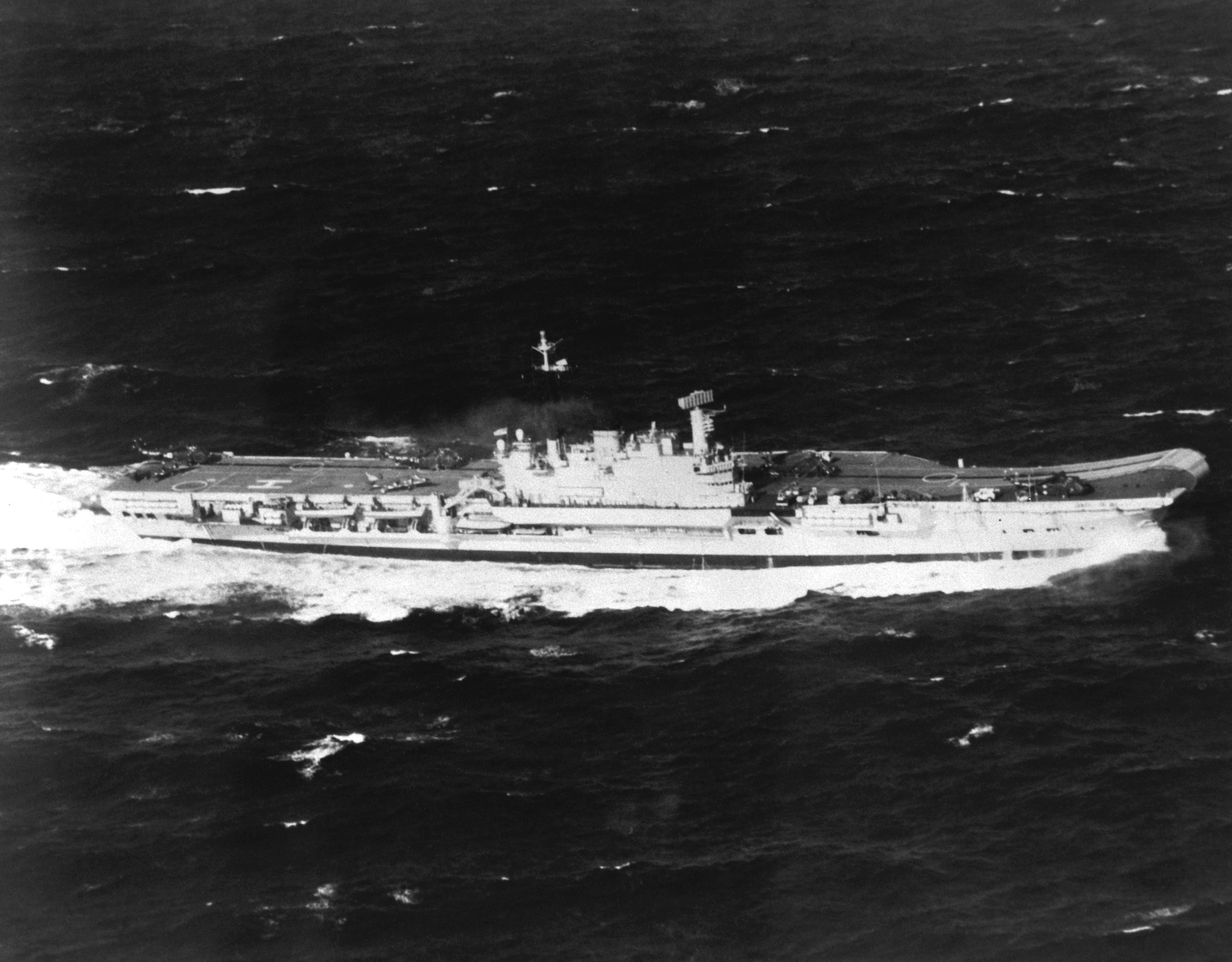
Британский авианосец «Гермес» (фото 1982 года)

Британское командование выбрало местом высадки залив Сан-Карлос, находящийся на другом конце острова, где аргентинцы ожидали десанта меньше всего. 3-я бригада СпН КМП начала высадку ночью 21 мая, встретив сопротивление лишь со стороны небольшого аргентинского отряда. Однако с рассветом над Фолклендским проливом появились аргентинские самолёты — ВВС Аргентины предприняли попытку организовать массированный налёт на британские корабли в бухте. В результате был потоплен фрегат Ardent, а ряд кораблей получили повреждения. Ошибкой аргентинцев было то, что лётчики атаковали боевые корабли, прикрывавшие высадку (то есть первые же корабли, которые они видели), а не более уязвимые транспортные суда с войсками и десантные корабли. В этот день аргентинцы потеряли 14 самолётов.

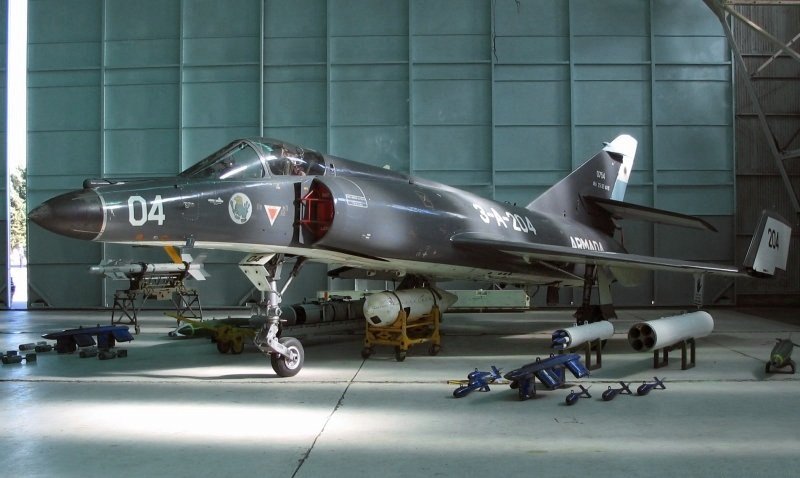
«Супер Этандар» ВМС Аргентины. Перед эмблемой эскадрильи заметен силуэт потопленного этим самолётом контейнеровоза «Атлантик Конвейер»

В последующие дни налёты продолжались, аргентинцы продолжали терять самолёты, но потопили эсминец «Ковентри» и фрегат «Антилоуп», а также добились попаданий в десантные суда, однако бомбы не разорвались. Адмирал Дж. Вудворд впоследствии написал в своих воспоминаниях, что после этих потерь он мысленно допустил возможность поражения, однако к тому моменту у Аргентины не осталось достаточного количества исправных самолётов для продолжения массированных налётов. Свою роль также сыграли частые сбои при дозаправке в воздухе, что уменьшало количество аргентинских самолётов, ведущих одновременную атаку.
25 мая аргентинцы добились своего наибольшего успеха, когда лётчик Роберто Курилович повредил «Экзосетом» контейнеровоз «Атлантик Конвейер». Через несколько дней судно затонуло вместе с вертолётами CH-47 и оборудованием для создания взлётно-посадочной полосы на захваченном плацдарме. Тем временем 3-я бригада специального назначения надёжно закрепилась на плацдарме и была готова к дальнейшим действиям.
28 мая 2-й батальон Парашютного полка, подойдя к населённым пунктам Дарвин и Гус-Грин, атаковал расположенный там аргентинский гарнизон. После ожесточённого боя гарнизон капитулировал. Тем временем другие подразделения 3-й бригады специального назначения совершали пеший переход через весь Восточный Фолкленд к Порт-Стэнли. Некоторые подразделения 5-й воздушно-десантной бригады высаживались с десантных кораблей в районе Порт-Стэнли. При этом 8 июня два разгружавшихся в бухте Блафф десантных корабля были замечены аргентинцами в дневное время и вне прикрытия ПВО флота (что произошло из-за позднего прибытия десантных катеров и решения бригадного командования дождаться катеров вместо разгрузки непосредственно с десантных кораблей). В результате авианалёта погибло около 50 военнослужащих, а десантный корабль «Сэр Галахэд» впоследствии пришлось затопить из-за полученных им повреждений. Тем не менее, к концу первой декады июня две британские бригады блокировали аргентинцев в районе Порт-Стэнли и были готовы штурмовать оборону.

### Порт-Стэнли

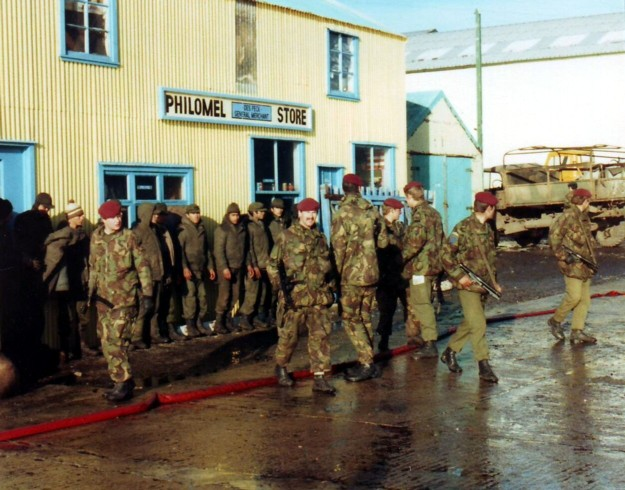
Британские парашютисты охраняют пленных аргентинцев. Порт-Стэнли, 17 июня 1982 года

В ночь на 12 июня 3-я бригада СпН КМП пошла в атаку на занятые аргентинцами высоты Маунт-Гарриет, Ту-Систерз и Маунт-Лонгдон. К утру все высоты были заняты, хотя не во всех случаях это оказалось легко. В ночь на 14 июня наступил черёд 5-й воздушно-десантной бригады. Её целями были высоты Маунт-Тамблдаун, Уайрлесс-Ридж и Маунт-Уильям. Несмотря на недостаточную подготовку, уэльские и шотландские стрелки выполнили свои задачи, а батальону гуркхов даже не пришлось вступить в бой.
Поскольку Порт-Стэнли был осаждён без какой-либо надежды на деблокирование, а позиции войск обстреливались британской корабельной артиллерией, командованию аргентинского контингента на Фолклендах не оставалось ничего, кроме капитуляции, что и произошло 14 июня. Великобритания вернула себе Фолклендские острова. Официально война была завершена 20 июня, когда британские силы высадились на Южных Сандвичевых островах.
В плен попали 11 тыс. аргентинских военнослужащих, около 600 из которых оставались в Порт-Стэнли более месяца после завершения боевых действий в качестве средства воздействия на правительство Аргентины (с целью обеспечить более приемлемые для Великобритании условия урегулирования конфликта).

## Потери сторон

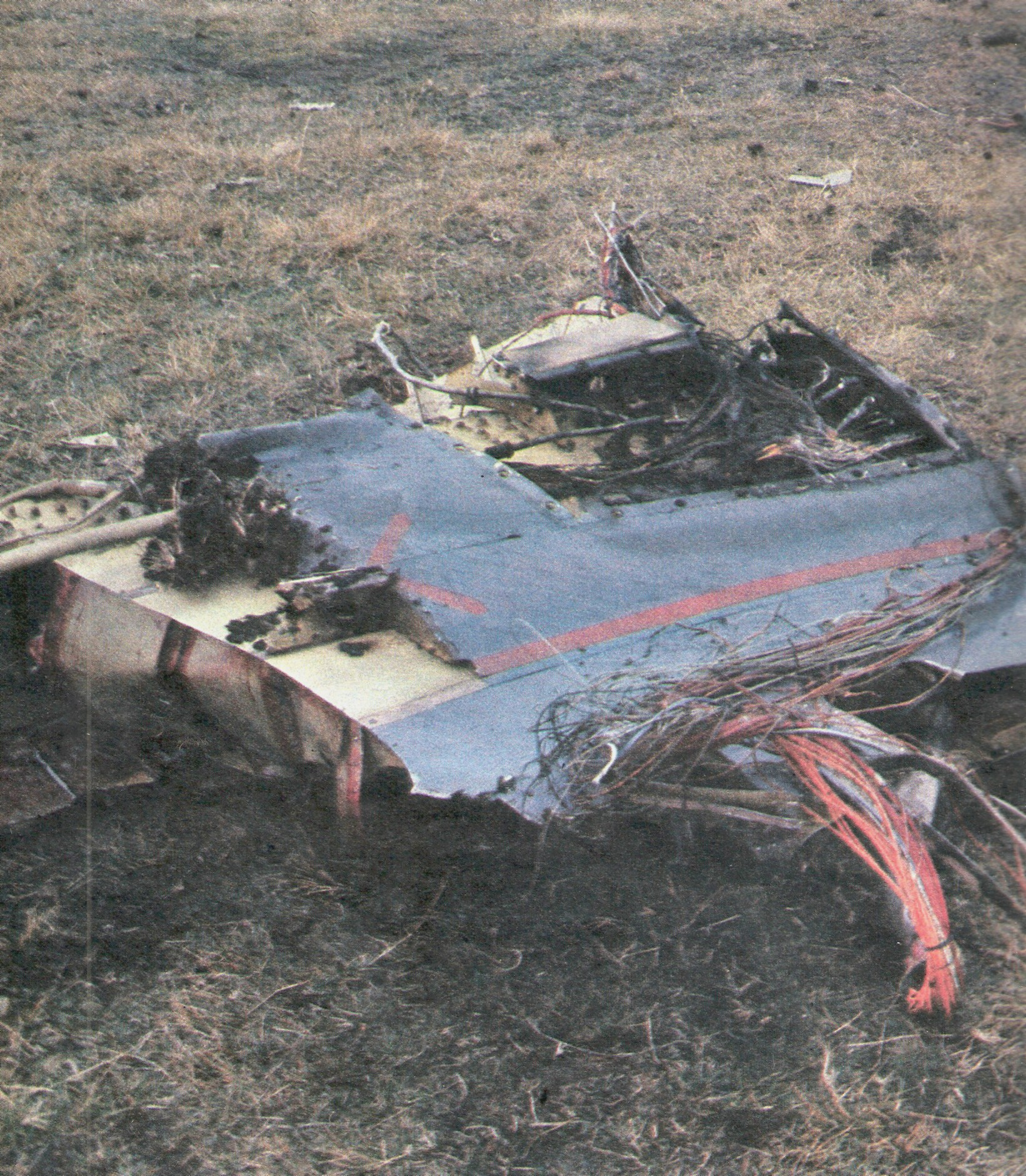
Обломки сбитого британского истребителя «Си Харриер»

Соединённое Королевство
- 258 человек убитыми[32] (включая 3-х островитян)
- 2 фрегата типа 21 (HMS Ardent и HMS Antelope)
- 2 эсминца типа 42 (HMS Sheffield и HMS Coventry)
- 1 контейнеровоз «Атлантик Конвейер[англ.]» (Atlantic Conveyor)
- 1 десантный корабль (Sir Galahad[англ.])
- 1 десантный катер (Foxtrot 4)[33]
- 24 различных вертолёта
- 10 самолётов «Си Харриер» и «Харриер GR.3»[34]

Кроме того, «серьёзные повреждения» получили 3 эсминца, 2 фрегата, 1 десантный корабль.
Аргентина
- 649 человек убитыми и пропавшими без вести в ходе боевых действий (в том числе 19 пилотов[36]).

- после окончания боевых действий погибли трое аргентинских военнопленных (при этом один из аргентинских солдат, направленный на расчистку минного поля, был тяжело ранен в результате срабатывания противопехотной мины и застрелен сержантом английской армии «из гуманных соображений»). Инцидент вызвал значительный международный резонанс, на запрос парламента министр обороны Великобритании М. Хезелтайн пояснил, что хотя привлечение военнопленных к разминированию запрещено международным законодательством, в данном случае нарушений не имеется, поскольку аргентинский солдат «вызвался добровольцем»;

- Сразу после окончания войны в советской газете «Красная звезда» было опубликовано коммюнике министерства обороны Аргентины, где говорилось о том, что в плен попало 535 солдат[38]. По британским данным, в одном только сражении при Гус-Грин было пленено около 1000 аргентинских военнослужащих[39]. Международный комитет Красного Креста с мая по июль 1982 года зарегистрировал свыше 11 000 пленных аргентинских военнослужащих[40], аналогичная цифра приводится в современном аргентинском источнике[41].
- Крейсер «Генерал Бельграно» (General Belgrano)
- 1 подводная лодка (Santa Fe)
- 1 сторожевой катер (PNA Islas Malvinas)
- 4 транспортных судна (Río Carcarañá, Bahía Buen Suceso, Isla de los Estados и Yehuin)
- 1 рыболовный траулер, использовавшийся для разведки (ARA Narwal[англ.])
- 22 штурмовика A-4 Skyhawk[36] — примерно 25 % всего парка.
- 11 истребителей-бомбардировщиков Dagger.
- В общей сложности Аргентина потеряла около 100 самолётов и вертолётов[42].

## Итоги конфликта и его роль в истории

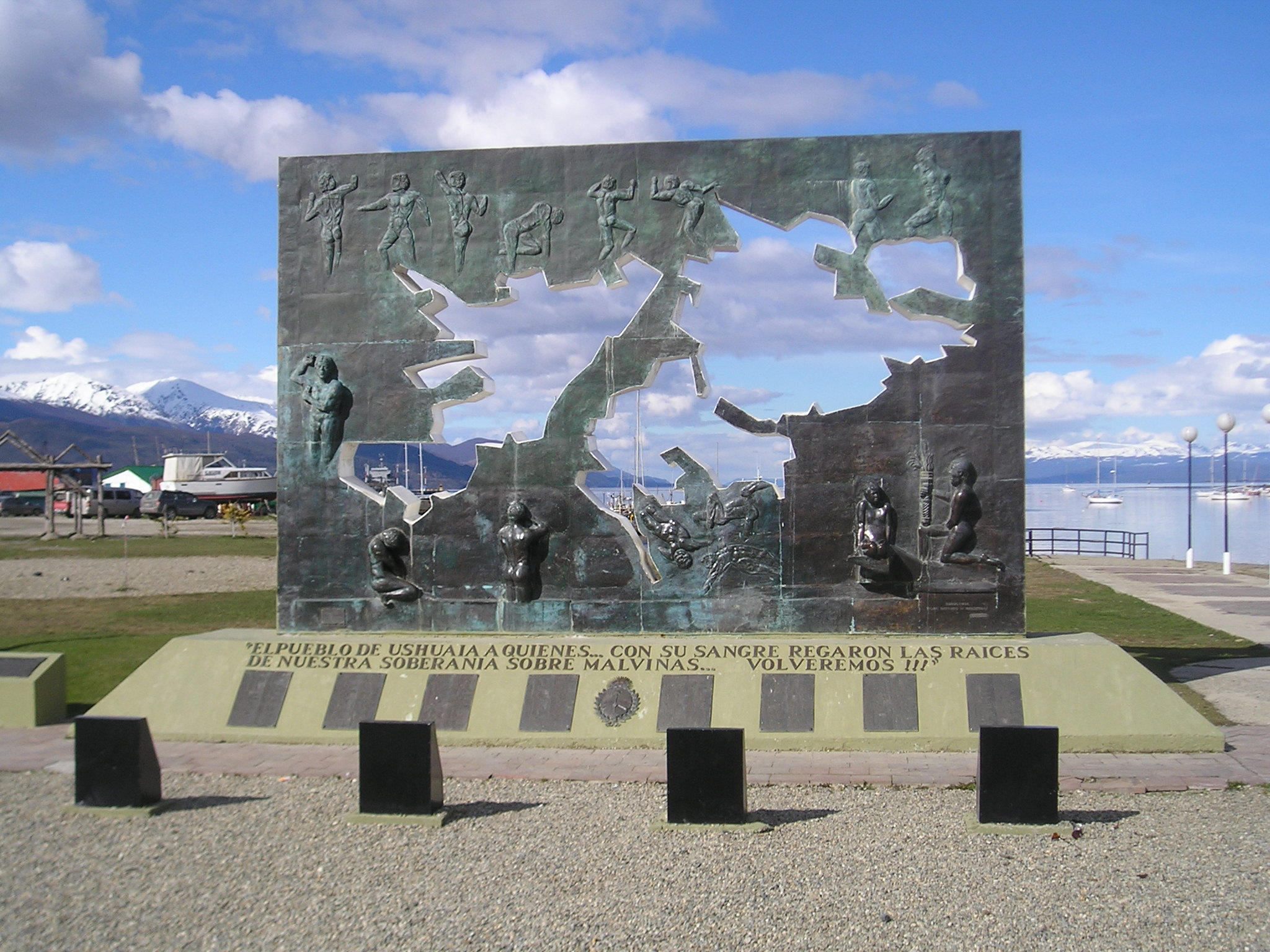
Мемориал погибшим аргентинцам (Ушуая)

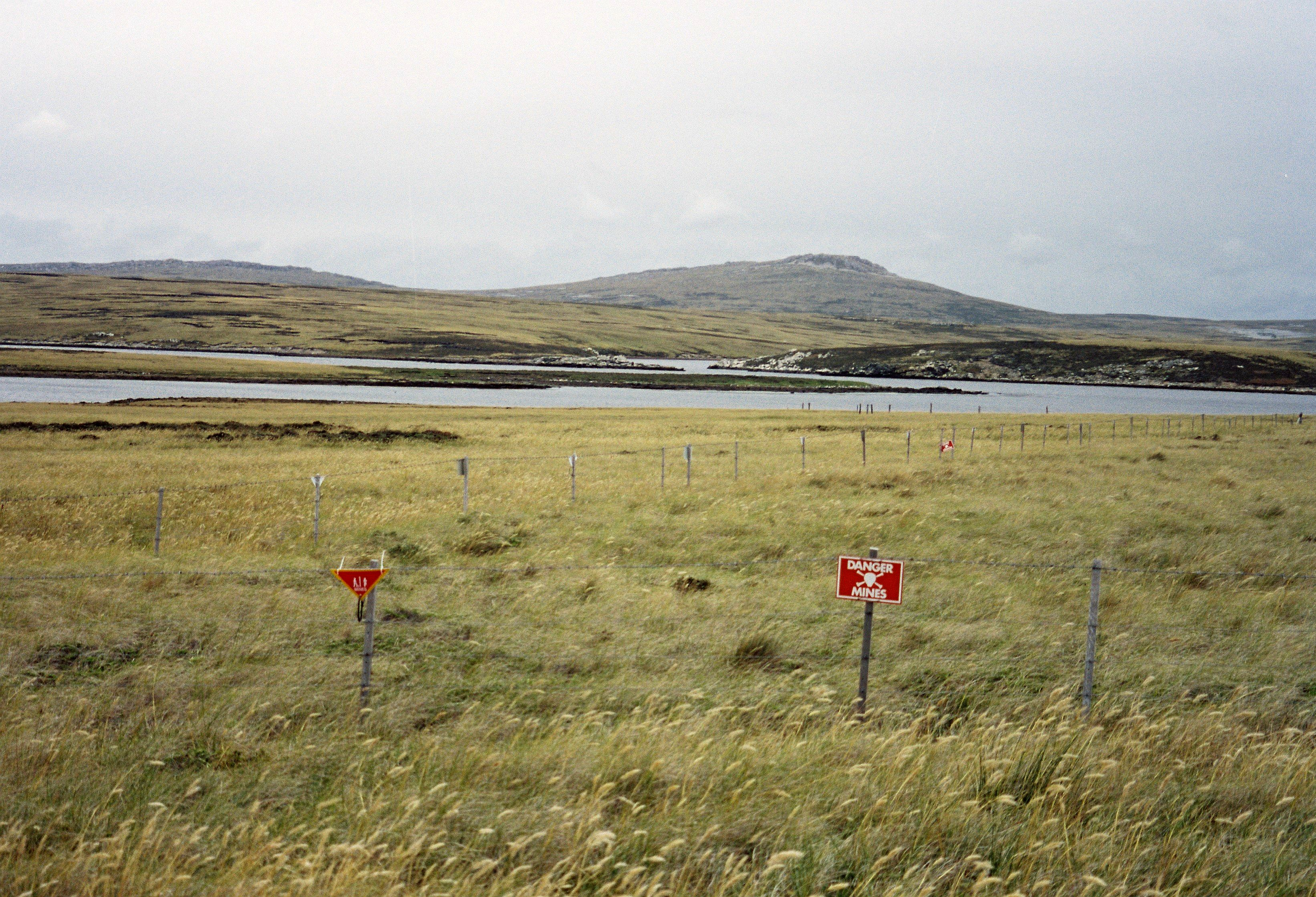
Эхо войны. Минное поле на Восточном Фолкленде, 2003 год

На фоне спада мирового влияния Великобритании в послевоенный период многие наблюдатели пессимистически оценивали шансы последней на победу. В частности, работавший в 1982 году в лондонской резидентуре КГБ СССР Олег Гордиевский позднее утверждал, что КГБ СССР был уверен в неизбежности поражения Англии. Победа в войне была воспринята как новое свидетельство мощи Британии как военно-морской державы. Победа способствовала росту патриотизма в Великобритании и усилению позиций правительства Маргарет Тэтчер. 12 октября 1982 года в ознаменование победы в Лондоне прошёл парад победы.
Конфликт произвёл мощный эффект в обоих государствах, ему были посвящены разнообразные книги, статьи, фильмы и песни. В Аргентине заметно усилились патриотические настроения, но впоследствии в стране начались крупные протесты против правящего военного правительства, что ускорило его падение. Благодаря успешному участию в войне поддержка правительства консерваторов в Великобритании увеличилась, и в следующем году оно было переизбрано. Культурное и политическое влияние войны в Великобритании было меньшим, нежели в Аргентине, где конфликт остаётся широко обсуждаемой темой. Погибшие с аргентинской стороны похоронены на Аргентинском военном кладбище на Восточном Фолкленде.
Для Аргентины поражение стало болезненным ударом по национальной гордости. Оно явилось непосредственной причиной падения аргентинской военной хунты: уже 17 июня 1982 года Леопольдо Галтьери под влиянием массовых демонстраций в Буэнос-Айресе ушёл в отставку. Необходимость войны и её историческое значение до сих пор служит предметом ожесточённых споров в Аргентине, но руководство страны по-прежнему не отказывается от претензий на острова.
Фолклендский конфликт был едва ли не единственным вооружённым конфликтом после Второй мировой войны, в котором ведущую роль играли военно-морские силы. Британский флот в прямом смысле доказал свою необходимость и правильность использования подводных лодок в морских сражениях. Специалисты обратили внимание на выявившуюся уязвимость современных боевых кораблей, тонувших от попадания неразорвавшихся бомб и ракет.
Впервые в истории авиации были успешно применены в бою самолёты вертикального взлёта и посадки: «Harrier» и «Sea Harrier» одержали около 20 воздушных побед (это было обусловлено применением новейших всеракурсных ракет «воздух-воздух»), причём собственные потери самолётов от действий авиации противника были нулевыми[страница не указана 432 дня].
Некоторое время после окончания боевых действий повседневная и хозяйственная жизнь населения островов была фактически парализована, здесь потребовалось провести масштабную операцию по разминированию.
Огороженные колючей проволокой участки заминированной местности неожиданно способствовали увеличению популяции пингвинов, находившихся здесь на грани исчезновения. Вес пингвина оказался недостаточным для срабатывания мин. Таким образом, они могут благополучно размножаться без помех со стороны людей. Места обитания оказались настолько популярными и прибыльными для экотуризма, что появились люди, протестующие против обезвреживания мин.
Дипломатические отношения Великобритании и Аргентины были восстановлены в 1989 году после встречи в Мадриде, на которой правительства обеих стран выступили с совместным заявлением. Никаких явных изменений в позиции обеих стран относительно суверенитета Фолклендских островов сделано не было. В 1994 году претензия Аргентины на территории островов была добавлена в конституцию страны.
Участников войны награждали специально созданной для этого Южно-Атлантической медалью.
В 2013 году был проведён референдум среди жителей островов о сохранении статуса островов в качестве британской заморской территории.
3 октября 2014 года разъярённая толпа ветеранов Фолклендской войны напала с камнями на команду Top Gear (Британия), заставляя их оставить свои автомобили на обочине дороги и бежать из страны под конвоем полиции через чилийскую границу. Аргентинцы были возмущены номерным знаком «H982 FKL» на автомобиле Porsche 928, которым управлял Джереми Кларксон (один из ведущих Top Gear). Они утверждали, что Кларксон сознательно выбрал те номерные знаки, но BBC эти обвинения отвергает, говоря, что это было чистое совпадение.

### Отражение в искусстве
- Хорхе Луис Борхес написал стихотворение памяти британских и аргентинских солдат и назвал войну «ссорой двух лысых из-за расчёски».
- У Джона Фаулза есть эссе «Фолклендские острова и предсказанная смерть», где автор, впрочем, упоминает о Фолклендском конфликте только в связи с обсуждением основной темы произведения — романа «Хроника объявленной смерти» Габриэля Гарсиа Маркеса.
- Дэвид Митчелл отводит описанию войны, её восприятию в британском обществе, отражению происходивших событий в сознании главного героя (тринадцатилетнего подростка) значительное место в романе Лужок чёрного лебедя, имеющем частично автобиографический характер.
- Фолклендский конфликт является частью концепции альбома The Final Cut (1983) группы Pink Floyd.
- Фолклендской войне посвящена песня «Back in Control» шведской пауэр-метал-группы Sabaton.
- Фолклендской войне посвящена песня «Brothers in Arms» британской группы Dire Straits.
- Заключительная песня «Cómo Estais Amigos» («Как дела, друзья?») на вышедшем в 1998 году альбоме Virtual XI британской рок-группы Iron Maiden посвящена погибшим в Фолклендской войне солдатам обеих сторон.
- В песне Элвиса Костелло и Клайва Лэнгера[англ.] «Shipbuiding»[англ.], написанной во время Фолклендской войны, говорится о рабочих судостроительных заводов, которые получат новые заказы.
- Художественный фильм «Освещённые огнём» (исп. Iluminados por el fuego) (2005) — режиссёр Тристан Бауэр[англ.], аргентинская военная драма.
- Художественный фильм «Дети войны» (исп. Los Chicos De La Guerra) (1984) — режиссёр Бебе Камин, аргентинская драма.
- Художественный фильм «Падение» (англ. Tumbledown) (1988) — военная драма, Великобритания, режиссёр Ричард Айр. В главной роли — Колин Фёрт.
- Биографическая драма «Железная леди», посвящённая Маргарет Тэтчер, режиссёр Филлида Ллойд, Фолклендский конфликт освещён с позиции политической деятельности героини.
- Художественный фильм «Неджентльменский поступок» (англ. An Ungentlemanly Act) (1992) — режиссёр Стюарт Урбан.
- Автобиографическая книга одного из участников событий Кена Луковиака (Ken Lukowiak) «A Soldier’s Song: True Stories from the Falklands» (1992).
- Художественный фильм «Это Англия» (2006).
- Компьютерная игра Falklands '82, разработанная английской компанией Personal Software Services в 1986 году, освещает конфликт с точки зрения Великобритании.

## Ядерное оружие
До сих пор идут споры о наличии на борту затонувшего эсминца «Шеффилд» ядерного оружия. В сентябре 1982 года советские источники информации, близкие к разведслужбам, выступили с версией о возможном радиоактивном загрязнении вод Южной Атлантики. Были даже опубликованы фотографии спасшихся с «Шеффилда» моряков, одетых в противорадиационные комбинезоны и защитные маски.
На самом деле, в ходе закрытой парламентской дискуссии от 22 апреля 1982 года представителями министерства обороны Соединённого Королевства действительно обсуждался вопрос возможности применения ядерного оружия в Фолклендской войне. В частности, делался акцент на отсутствии ратификации со стороны Аргентины договора Тлателолко (о нераспространении ядерного оружия в Южной Америке). 
Министерство обороны Великобритании категорически отрицало наличие ядерного оружия на эсминце в момент его гибели. И только в 2003 году Великобритания подтвердила, что на борту её кораблей в 1982 году находилось ядерное оружие. По словам официального представителя министерства обороны Великобритании, имевшиеся на борту нескольких кораблей ядерные глубинные бомбы WE.177 были перегружены на другие корабли, возвращавшиеся в Великобританию, и ни один ядерный заряд не попал в территориальные воды Фолклендских островов. Относительно возможного присутствия ядерных зарядов на борту «Шеффилда» не было дано никаких комментариев, однако представитель министерства обороны заявил, что нахождение ядерного оружия на борту какого-либо из затонувших кораблей было невозможно; также он сообщил, что об использовании ядерного оружия в конфликте не было и речи.